# هانس لونغفا
هانس ويلى هيلم لونغفا (بالإنجليزية: Hans Wilhelm Longva)‏‏ (31 يناير 1942 في أوسلو - 12 أكتوبر 2013 ) قانوني ودبلوماسي نرويجي. بدأ عمله في وزارة الخارجية النرويجية عام 1966، عمل في بيروت، لبنان عام 1978 منسقًا لعمل القوات النرويجية في قوة الأمم المتحدة المؤقتة في لبنان ولعب دور الوسيط بين منظمة التحرير الفلسطينية وإسرائيل. شغل منصب سفير النرويج لدى الكويت في الفترة 1984–1991 وحوصر في مقر السفارة في سبتمبر 1990. تدرج في وزارة الخارجية من مدير فرعي فيها عام 1994 إلى رئيس قسم عام 1995 ثم نائب وكيل الوزارة في الفترة 1995–2001. عمل سفيرًا للنرويج لدى تركيا في الفترة 2001–2006، ثم في أذربيجان لفترة قصيرة، ثم سفيرًا في سوريا ولبنان في الفترة 2006–2008. صار سفيرًا للنرويج للمهمات الخاصة حتى وفاته في عام 2013.